# Saw II
Saw II (bra: Jogos Mortais 2; prt: Saw II - A Experiência do Medo) é a segunda longa-metragem da série de horror e suspense Saw, escrito por Darren Lynn Bousman e Leigh Whannell e dirigido por Darren Lynn Bousman. O filme é estrelado por Tobin Bell e Shawnee Smith.
O filme foi gravado em apenas 25 dias e teve um orçamento de 4 milhões de dólares.
Saw II foi lançado em 28 de outubro de 2005 e, apesar das críticas mistas dos críticos, foi um sucesso financeiro. Foi inaugurado com US $ 31,9 milhões e arrecadou US $ 88 milhões nos Estados Unidos e no Canadá. Continuou sendo o filme da série Jogos Mortais com a maior bilheteria nesses países. Bell foi indicado ao prêmio de "Melhor Vilão" no MTV Movie Awards de 2006 por seu papel como Jigsaw no filme. Saw II foi lançado em DVD em 14 de fevereiro de 2006 e liderou as paradas na primeira semana, vendendo mais de 3 milhões de unidades. Na época, era o DVD de filme mais vendido na história da Lionsgate. Uma sequência, intitulada Saw III, foi lançada em 2006.

## Sinopse
O filme inicia em uma sala com um informante da polícia corrupto, Michael Marks. A armadilha dessa vítima é uma máscara mortal. Ele descobre que a chave está escondida em seu olho esquerdo. Ele só tem uma solução, tirar o olho com um bisturi, mas não consegue e segundos depois a máscara se fecha e o mata. Enquanto investiga o resultado sangrento de um assassinato bárbaro, o Detetive Eric Matthews (Donnie Wahlberg) presume que o autor do crime seja Jigsaw (Tobin Bell), o assassino notório que desapareceu. Matthews tem razão, Jigsaw está agindo novamente. Mas dessa vez mantém presas oito pessoas em uma casa com um gás mortal sendo lançado, cujo antídoto está em diversos pontos da casa. Eles tinham exatamente 2 horas para achar os antídotos. Do contrário, todos sangrariam por todos as partes do corpo. O que essas pessoas não sabem é que elas tem uma ligação entre si: sete foram incriminadas por Eric Matthews e a outra vítima era seu filho, Daniel (Erik Knudsen). No meio dessas 7 pessoas, encontra-se Amanda Young (Shawnee Smith), sobrevivente das armadilhas de Jigsaw.*

## Elenco
| Ator               | Papel                  |
| ------------------ | ---------------------- |
| Tobin Bell         | John / Jigsaw          |
| Shawnee Smith      | Amanda Young           |
| Donnie Wahlberg    | Detetive Eric Matthews |
| Erik Knudsen       | Daniel Matthews        |
| Franky G           | Xavier                 |
| Glenn Plummer      | Jonas                  |
| Emmanuelle Vaugier | Addison                |
| Beverley Mitchell  | Laura                  |
| Tim Burd           | Obi                    |
| Dina Meyer         | Kerry                  |
| Lyriq Bent         | Rigg                   |
| Noam Jenkins       | Michael                |
| Tony Nappo         | Gus                    |

## Premiações
- Foi indicado ao Prémio MTV Movie de melhor vilão (Tobin Bell).[6]